# Tattershall Thorpe
Tattershall Thorpe är en ort och civil parish i Storbritannien.   Den ligger i grevskapet Lincolnshire och riksdelen England, i den sydöstra delen av landet, 180 km norr om huvudstaden London. Tattershall Thorpe ligger 13 meter över havet och antalet invånare är 264.
Terrängen runt Tattershall Thorpe är platt.Runt Tattershall Thorpe är det ganska tätbefolkat, med 78 invånare per kvadratkilometer. Närmaste större samhälle är Boston, 18,8 km sydost om Tattershall Thorpe. Trakten runt Tattershall Thorpe består till största delen av jordbruksmark.